# Silene margaritae
Silene margaritae är en nejlikväxtart som beskrevs av Gilbert François Bocquet. Silene margaritae ingår i släktet glimmar, och familjen nejlikväxter. Inga underarter finns listade i Catalogue of Life.